# Masó
Masó (oficialmente en catalán La Masó) es un municipio de la comarca de Alto Campo, en la provincia de Tarragona, comunidad autónoma de Cataluña, España. 

## Geografía
La Masó es un pequeño municipio situado muy cerca del polígono químico de Tarragona en el que, además de otras industrias, se encuentra la refinería de petróleo. Se puede acceder desde dos carreteras locales: la T-722 que va desde la población de Villalonga del Camp a Valls y la T-751 que une el pueblo con la carretera nacional de Tarragona a Montblanc. Está previsto que se construya pronto una nueva autovía que unirá Tarragona con Montblanch y que pasará por La Masó, siguiendo todo el valle del río Francolí.

## Historia
Sus orígenes no están muy claros. Algunos suponen que el primitivo núcleo de población estaría formado por unas granjas que dependerían de la población de El Rourell. En el siglo XIV aparece ya como integrado en la comuna del Campo de Tarragona. En 1391, el arzobispo de Tarragona compró al rey Juan I de Aragón los derechos señoriales sobre la población.
Como edificios históricos aparecen la iglesia dedicada a Santa Magdalena de estilo neorrománico que se construyó a finales del siglo XIX. Existe también una casa con elementos modernistas edificada por el arquitecto Salas i Ricomà.

## Símbolos

### Escudo
El escudo de La Masó se define por el siguiente blasón: «Escudo losanjado: de argén, una cruz patada plena de gules; resaltado sobre el todo una domus abierta de sable. Por timbre, una corona mural de pueblo.»
Fue aprobado el 18 de noviembre de 1998. La cruz de los templarios hace referencia a los antiguos señores de Masó, igual como la domus (o "mesón"), señal parlante relativo al nombre de la localidad que representa la residencia que los caballeros del Temple tenían en el pueblo.

### Bandera
La bandera del municipio es una bandera apaisada, de dos de alto por tres de largo: blanca, con una cruz patada plena roja con los brazos de un grosor 1/6 de la altura del paño en su centro y 3/10 de la misma altura en los extremos; y la domus del escudo negra de altura 5/18 de la del paño y altura 5/27 de la longitud del mismo trapo, en el centre del primer cantón.
Fue publicada en el DOGC el 26 de abril de 2000.

## Demografía
Cuenta con una población de 288 habitantes (INE 2024).
| Gráfica de evolución demográfica de La Masó entre 1842 y 2021                                                                                                |
| |
| Población de derecho según los censos de población del INE Población de hecho según los censos de población del INEEn este censo se denominaba La Mazó: 1842 |

## Economía
Gran parte de las tierras de regadío están plantadas de avellanos, mientras que en el resto, de secano, abundan algarrobos y olivos. 
Es destacable la abundancia de agua que, antaño hizo muy próspera la economía local, tanto en la agricultura como en la industria.

## Fiestas locales
- La fiesta mayor de verano es el 22 de julio dedicada a Santa Magdalena.
- En invierno se celebra la festividad de San Sebastián.